# Hope Cooke
Hope Cooke (San Francisco, 24 giugno 1940) è una regina, giornalista e scrittrice statunitense che fu la Gyalmo (regina consorte) del dodicesimo e ultimo Chogyal (re) del Regno del Sikkim, Palden Thondup Namgyal (1923-1982). Il loro matrimonio fu celebrato nel marzo 1963 e, dopo l'incoronazione avvenuta due anni dopo, con la morte del suocero Tashi Namgyal, ottenne il trattamento di Sua Maestà.

## Biografia
Nata da John, di origine irlandese, istruttore di volo, e da Hope Noyes, pilota dilettante e morta nel 1942 in un incidente aereo. La ragazza crebbe nelle convinzioni della Chiesa episcopale degli Stati Uniti d'America.
Dopo la morte della madre, si trasferì a New York con la sorellastra Harriet Townsend in un lussuoso appartamento di cui era proprietario il ricco avo materno Winchester Noyes, presidente della J.H Winchester & Co., un'azienda internazionale di spedizioni. La scomparsa dei nonni portò Hope sotto la tutela dello zio Selden Chapin, ambasciatore in Iran e Perù. Studiò a New York nell'esclusiva Chapin School.
Nel 1959 la giovane era interessata agli studi asiatici e si iscrisse al Sarah Lawrence College a New York. Durante l'estate programmò un viaggio in India e conobbe, nell'hotel Windamere (Darjeeling), il trentaseienne Palden Thondup Namgyal, principe ereditario del piccolo regno himalayano del Sikkim (7096 km² e 500 000 abitanti circa). Vedovo con due figli, il principe si fidanzò nel 1961 con Hope e, il 20 marzo 1963, si sposarono in un monastero buddista (l'americana dovette cambiare religione e rinunciare alla cittadinanza degli Stati Uniti) con una cerimonia officiata da quattordici lama. Il 2 dicembre 1963 la morte del suocero rese Palden e Hope re e regina consorte del Sikkim: furono incoronati fastosamente il 4 aprile 1965 nel tempio Tsuklakhang, a Gangtok, dove i sovrani venivano anche tumulati. Nella capitale si trovava il palazzo reale.
La regina visse nel Sikkim dodici anni intensi: imparò la difficile lingua, ebbe due figli e si dedicò all'ammodernamento del Paese, pur rispettandone le secolari tradizioni. Il 10 aprile 1975, però, il Sikkim, in seguito a un referendum popolare, fu annesso all'India e, attualmente, costituisce una delle sue province. La coppia reale divorziò nel 1980 e l'ex re morì due anni dopo. Il secondogenito del sovrano, pretendente al trono e nato nel 1953 dalla prima regina, Wangchuk Namgyal, continua a risiedere a Gangtok ed è riverito come capo spirituale.
L'ex regina ritornò nel Paese natale, si risposò con Mike Wallace (matrimonio sciolto più tardi). Si dedicò al giornalismo, ai documentari soprattutto storici e alla scrittura di libri, tra cui un'autobiografia.

## Galleria d'immagini

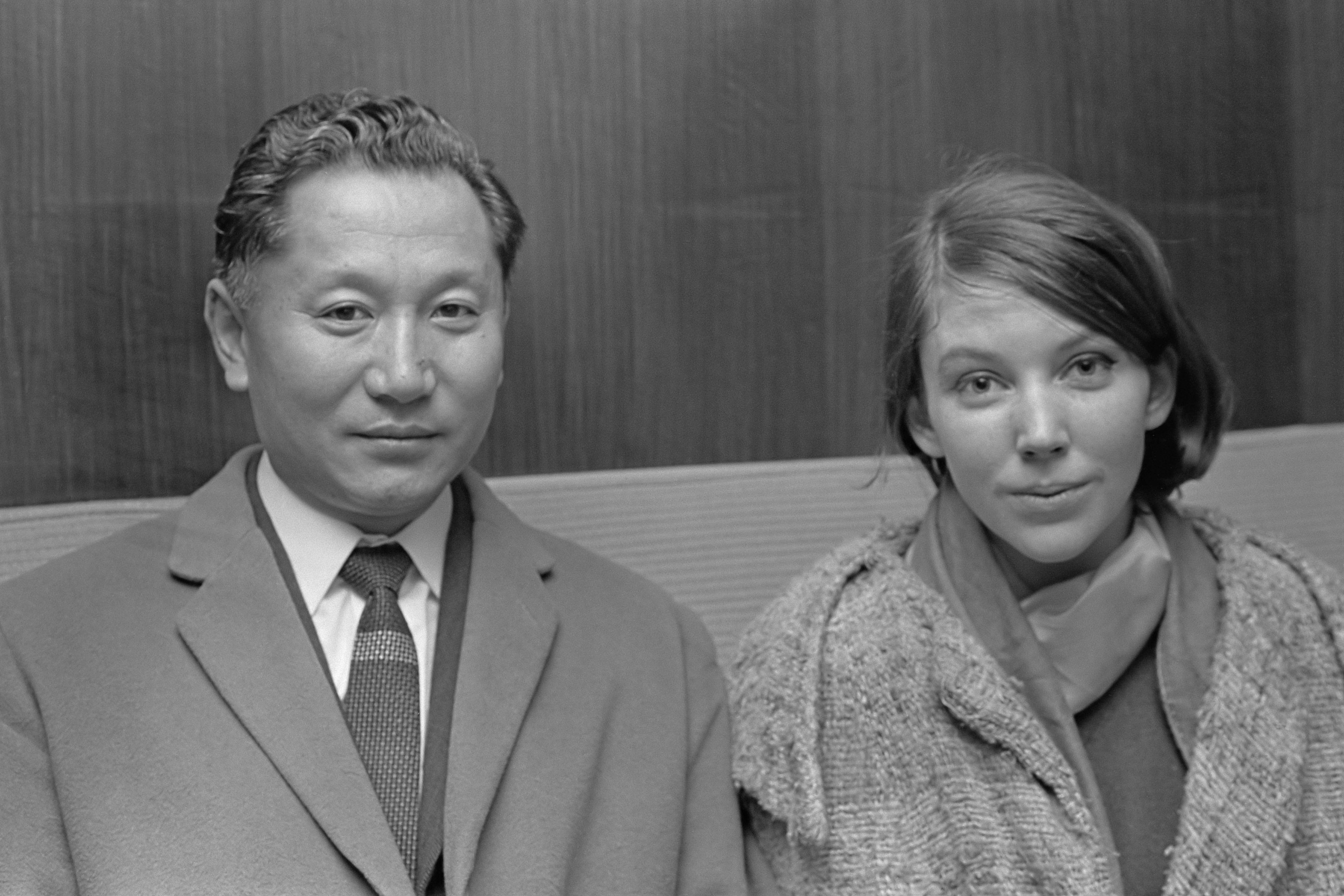
I sovrani nel 1966
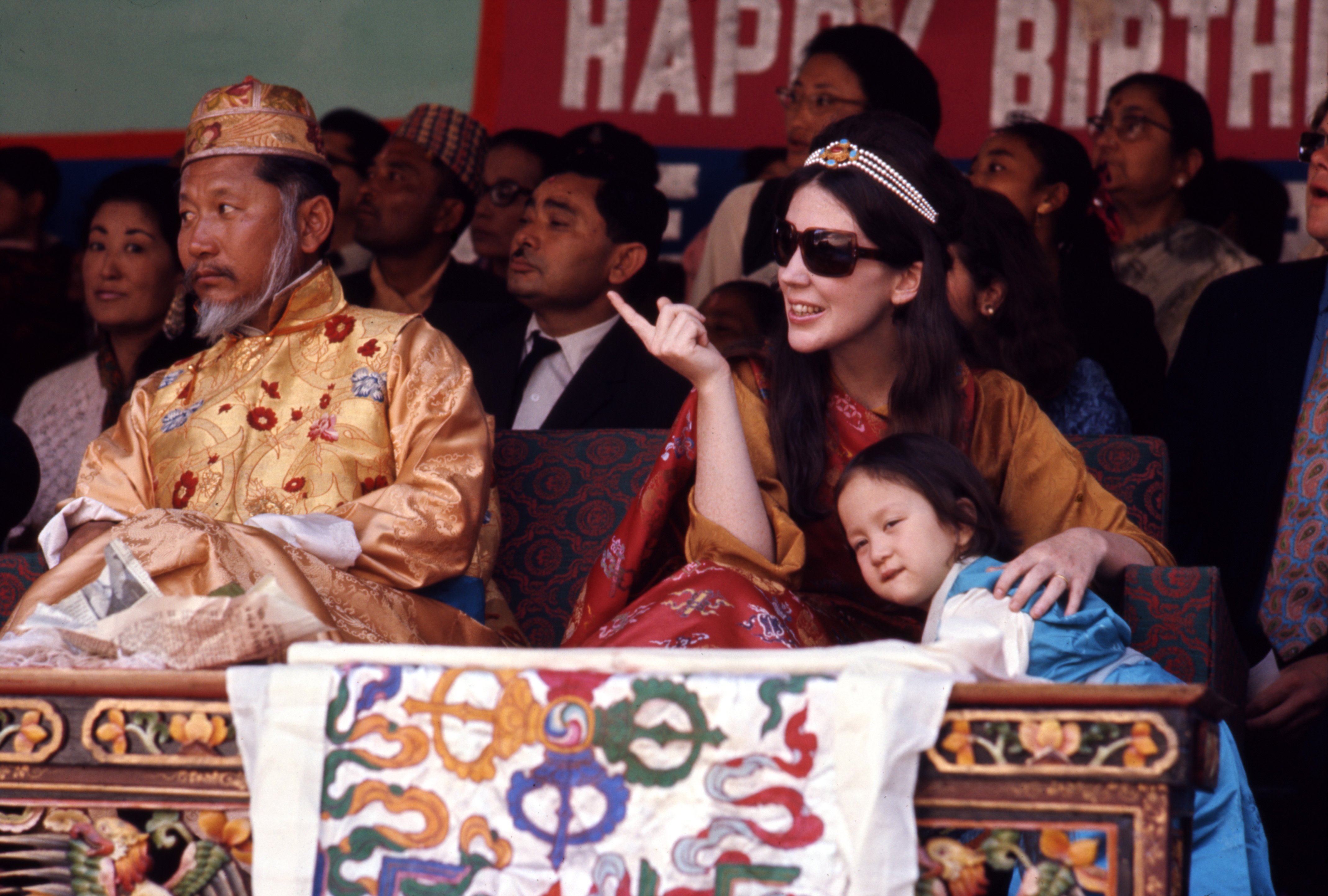
I reali con la figlia Leezum